# Tången, Västmanland
Tången är en sjö i Fagersta kommun i Västmanland och ingår i Norrströms huvudavrinningsområde.